# Iskačući prozor
Iskačući prozor, ponekad i popap (енгл. pop-up), oblik je onlajn oglašavanja na World Wide Webu. Popap predstavlja internet sadržaj koji se pojavljuje u novom prozoru internet pregledača i sadrži reklame i oglase. Najčeće se generiše od strane JavaScript-a, ali se može generisati i na druge načine.
Postoji varijacija iskačućih prozora koju fonetski zovemo popander (pop-under) i predstavja oglas koji otvara novi prozor skriven ispod aktivnog prozora. Popanderi ne ometaju korisnika i mogu se vidjeti tek pri zatvaranju aktivnog prozora, te je teže odrediti koja ih je internet stranica generisala.

## Blokiranje popapova
Opera je bila prvi internet pregledač s alatima za blokiranje iskačućih prozora. Odmah za njih slično je napravljeno i u Mozilla Firefox-u. Tokom ranih 2000-tih, svi poznati pregledači, osim Internet Explorer-a omogućavali su korisniku da blokira skoro sve neželjene iskačuće prozore. 2004. godine Majkrosoft je izdao servisni paket broj 2 za Windows XP koji je dodao funkciju blokiranja iskačućih prozora u Internet Exploreru 5.
Većina modernih internet pregledača dolazi s alatima za blokiranje iskačućih prozora, a postoje i dodaci trećih strana koji funkcionišu kao reklamni filtri.

## Popander tehnologija
Popander uključuje dve veoma jednostavne JavaScript tehnologije koje su predstavljene 1997. s Netscape 2.0B3 pregledačem. Ova je metodologija široko korišćena na Internetu. Moderni internet oglašivači koriste spomenute JavaScript tehnologije kako bi napravili prozor na ekranu korisnika, učitali oglas i onda ih stavili iza aktivnog prozora.
```
 
// create a new window in front of the current site

 
window
.
open
(
URL
,
 
windowName
[,
 
windowFeatures
]
 
);
 

 
// push the loaded advertisement back behind the browser

 
window
.
focus
;

```

## Neželjenost iskačućih prozora
Korisnici internet stranica i internet aplikacija često iskuse neželjene iskačuće prozore preko normalne interakcije s pregledačem. Korisnici skoro uvek odgovore na njih tako da kliknu na dugme „close“ ili „cancel“ u prozoru koji ima popap. Zbog toga što je ovo tipičan odgovor, neki autori iskačućih prozora rade ekranske tastere ili kontrole koji izgledaju slično opcijama „close“ i „cancel“. Kada korisnik odabere jednu od ovih opcija koje simuliraju „cancel/close“ opciju, script uradi neovlašćenu ili neočekivanu akciju (npr. otvori novi iskačući prozor ili pokreće neautorizovane komande na korisnikovom sistemu).
Kako tehnologije za razvoj veba i njegov dizajn omogućuju autorima pravljenje bilo kakve vrste "simulirane" opcije za zatvaranje koje oni mogu zamisliti, neki korisnici odbijaju da ostvare bilo kakvu interakciju s iskačućim prozorom.